# Rèche
Pour les articles ayant des titres homophones, voir Resch, Resh et Rech (homonymie).
La Rèche est une rivière de Suisse, affluent du Rhône.

## Géographie
Elle coule au fond du vallon de Réchy pour rejoindre le Rhône au niveau du village de Réchy, commune de Chalais, à 525 m. 